# Solo (film, 1970)
Pour les articles homonymes, voir Solo.
Pour plus de détails, voir Fiche technique et Distribution.
Solo est un film franco-belge réalisé par Jean-Pierre Mocky sorti en 1970.

## Synopsis
Vincent Cabral, violoniste cambrioleur, part à la recherche de son frère Virgile qui dirige un groupe terroriste issu de Mai 68, exterminant les représentants de la bourgeoisie. 

## Fiche technique
- Réalisation : Jean-Pierre Mocky
- Scénario : Jean-Pierre Mocky
- Adaptation : Jean-Pierre Mocky et Alain Moury
- Dialogue : Alain Moury
- Assistants réalisateurs : Luc Andrieux, Pierre Drouot et Jacques de Chavigny
- Images : Marcel Weiss
- Opérateur : Paul Rodier, assisté de Christian Dupré
- Son : Séverin Frankiel et Lucien Yvonnet
- Musique : Georges Moustaki
- Montage : Marguerite Renoir, assistée de Sophie Tatischeff
- Décors : Jacques Flamand et Françoise Hardy
- Maquillage : Louis Dor, assisté de Nicole Vendekerlen
- Régisseur général : Marcel Mossotti, assisté de Arlette Danis, Alain Guillaume et Paul Collet
- Photographe de plateau : Monique Zimmer, Daniel Locus
- Production : Balzac Films, Eclair (Paris) - Cinévog, Schowcking (Bruxelles)
- Directeur de production : Gilbert Marion
- Producteur délégué : Jérôme Goulven et André Weiss
- Distribution : C.C.F.C, Difex
- Tournage à partir du 14 avril 1969 à Paris, région parisienne, Reims, Bruxelles, Anvers
- Pellicule 35 mm, couleur
- Genre : drame, policier
- Visa d'exploitation : 35534
- Sortie France : 27 février 1970

## Distribution
- Jean-Pierre Mocky : Vincent Cabral, violoniste cambrioleur
- Anne Deleuze : Annabel, l'amie de Virgile
- Denis Le Guillou : Virgile Cabral, le frère de Vincent
- R.J. Chauffard : Le Rouquin
- Marcel Pérès : Le maître d'hôtel
- Henri Poirier : Le commissaire Verdier
- Christian Duvaleix : L'inspecteur Larrighi
- Eric Burnelli : Marc
- Alain Foures : Eric
- Sylvie Bréal : Micheline
- Rudy Lenoir : Igor, le maître d'hôtel russe
- Thérèse Aspa : La dame du vestiaire
- Roger Lumont : Le garçon de café indicateur
- Jacques Flament : L'ivrogne
- Dominique Zardi : Le juge d'instruction
- Luc Andrieux : Le pompiste
- Jo Labarrère : Le capitaine d'industrie
- Jean-Pierre Renault : L'orthopédiste
- Yves Le François : L'interne ambulancier
- Agostino Vasco : Le rédacteur en chef du "Fossoyeur"
- Jean Aron : Un client terrifié du "Petit Chef"
- Françoise Duroch : Nathalie, la fiancée de Marc
- Guy Denancy : Le technocrate T.V
- Alexandre Randall : Un client du "Cosmos"
- Nicolas Popovski : Un inspecteur de police
- Marcel Gassouk : Un C.R.S abattu
- Pierre Julien : Un autre C.R.S abattu
- Maurice Jany : un marinier et un C.R.S abattu
- Lorraine Santoni : La fille du rouquin
- Georges Brungard

## Genèse du film
Après Mai 68, Mocky se rend dans un bistro où un CRS avait brisé les testicules d'un jeune homme. Il y entend d'autres jeunes, venus dans le même café en hommage au même garçon, parler de poser des bombes pour aller au bout de la « révolution ». Il a alors l'idée du scénario de Solo,. 
Jean-Pierre Mocky dit que Solo est né de sa déception de Mai 68. 
Le film est tourné en avril 1969 et sort le 27 février 1970. 
La critique est très positive et le film enregistre 660 000 entrées.

## Lieux de tournage
L'intrigue du film se situe principalement au Havre, au Vésinet, à Paris, à Conflans-Sainte-Honorine et à Reims. Le restaurant Le Petit Chef se situe théoriquement à Conflans et le restaurant Kelber rue de Tolbiac à Paris.
Dans les faits, la grande majorité des lieux de tournage du film ont eu lieu à Reims et dans sa région, hormis quelques plans à Paris (par exemple, la vue de l'Arc de Triomphe quand Vincent Cabral dépose Annabelle à Paris) ou au Havre (arrivée de Vincent après la croisire). Ainsi, lorsque Vincent et les deux policiers se rendent au Cosmos pour tenter de trouver Virgile, on voit l'enseigne du restaurant situé au 101, boulevard du Montparnasse à Paris (restaurant s'appelant désormais Le Relais de l'entrecôte). Pour autant, l'intérieur est celui de la Brasserie du Boulingrin qui se situait au 48, rue de Mars à Reims (désormais The Market Brewhouse) : on y reconnait en effet distinctement la fresque qui existait autrefois dans ce restaurant. 
Le choix de tourner la majorité des scènes à Reims n'est pas due au hasard : Jean-Pierre Mocky aurait négocié des avantages en nature avec le Président des champagnes Taittinger afin de faire diminuer le coût du film.
C'est ainsi que les prises autour du restaurant Kelber ont été réalisées dans l'enceinte de l'entreprise de transports PMV aujourd'hui disparue : on y voit clairement la mention "Transports PMV REIMS" sur la portière du camion stationné devant le restaurant. On voit également l'entrée de l'Hôpital Maison-Blanche à Reims lors de l'arrivée de l'ambulance escortée des motards qui transporte le jeune Marc mourant. Enfin, les scènes tournées au restaurant "Le Petit Chef" sont tournées dans la commune d'Auménancourt à quelques kilomètres de Reims dans un restaurant au coin de la route d'Orainville et de la rue de la Libération, restaurant désormais disparu et transformé en habitation.